# ماري نيومان
ماري نيومان (بالإنجليزية: Marie Newman)‏ هي سياسية أمريكية وعضو في الحزب الديمقراطي ولدت في 13 أبريل 1964.